# Timiri
Timiri es una ciudad y nagar Panchayat situada en el distrito de Ranipet en el estado de Tamil Nadu (India). Su población es de 16246 habitantes (2011). Se encuentra a 23 km de Vellore y a 47 km de Kanchipuram.

## Demografía
Según el censo de 2011 la población de  Timiri era de 16246 habitantes, de los cuales 8026 eran hombres y 8220 eran mujeres. Timiri tiene una tasa media de alfabetización del 81,76%, superior a la media estatal del 80,09%: la alfabetización masculina es del 89,09%, y la alfabetización femenina del 74,57%.